# Peter Finch

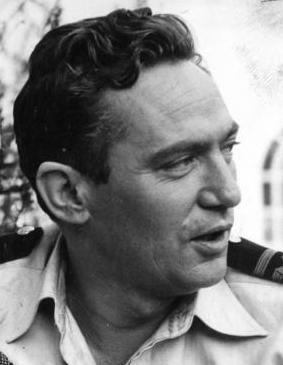
Peter Finch bei Dreharbeiten zu Eine Frau kommt an Bord in London 1954

Frederick Peter Ingle-Finch (* 28. September 1916 in London, Großbritannien; † 14. Januar 1977 in Los Angeles, USA) war ein britischer Film- und Theaterschauspieler, der ab den 1950er-Jahren zu einem bei Kritikern wie Publikum geschätzten Filmstar wurde. Für seine Darstellung des verrückten Nachrichtensprechers Howard Beale in Network erhielt er 1977 postum den Oscar.

## Biografie

### Jugend und Etablierung als Schauspieler
Peter Finch war das uneheliche Kind von Alicia Gladys Fisher und eines britischen Offiziers; seine Mutter war zu dieser Zeit mit dem Chemiker und Bergsteiger George Ingle Finch verheiratet, der offiziell die Vaterschaft übernahm. Nach der frühen Scheidung seiner Eltern wuchs Peter Finch größtenteils in Frankreich, Indien und Australien, dem Heimatland seiner Eltern, bei Verwandten auf. Nach dem Schulabschluss nahm er zahlreiche schlechtbezahlte Gelegenheitsjobs in Sydney an. Er beschloss schließlich, Schauspieler zu werden. Später äußerte er dazu: „Wenn ich sowieso schon pleite war, dann konnte ich auch Schauspieler werden.“ Erste Anstellungen fand er in Sketchen innerhalb von Vaudeville-Shows.
Mitte der 1930er-Jahre begann Finch, auch ernsthaftere Rollen am Theater zu spielen und beim Radio zu arbeiten. 1938 gab er in Dad and Dave Come to Town sein Leinwanddebüt bei einem Spielfilm. Es folgten weitere Rollen im australischen Film, allerdings ohne zunächst internationale Aufmerksamkeit zu erregen. Er wurde aber dank seiner angenehmen Stimme einer der beliebtesten Schauspieler in Radiohörspielen in Australien. Von 1941 bis 1945 diente er mit der Australian Imperial Force im Zweiten Weltkrieg, teilweise in der Truppenunterhaltung, und war zuletzt im Rang des Sergeanten.
Bei einem seiner Bühnenauftritte kurz nach Kriegsende wurde Finch von Laurence Olivier nach London an das Old Vic Theatre geholt, wo Olivier zu dieser Zeit künstlerischer Leiter war. Später hatte er eine Affäre mit Oliviers Frau, der Schauspielerin Vivien Leigh. In London konnte Finch sich bald in Bühnenrollen einen Namen machen, etwa 1949 mit einem mit Standing Ovations gefeierten Auftritt in Daphne Laureola an der Seite von Edith Evans.

### Filmkarriere
Da Finch starkes Lampenfieber hatte, konzentrierte er sich aber schon ab den 1950er-Jahren vorrangig auf seine bis dato schleppend verlaufende Filmkarriere.  Seine erste britische Produktion war Eureka Stockade von 1949, allerdings hier noch in einer Nebenrolle. Ein Jahr hatte er einen kleineren Auftritt in dem Hollywood-Drama The Miniver Story. 1952 fand seine Darstellung des Sheriff von Nottingham in Robin Hood und seine tollkühnen Gesellen einige Aufmerksamkeit. Anschließend folgte eine Reihe von Hauptrollen, die ihn Mitte der 1950er-Jahre zum Star im britischen Kino beförderten. Finch spielte unter anderem den Ehemann von Elizabeth Taylor in Elefantenpfad (1954), den Flambeau in Die seltsamen Wege des Pater Brown (1954), den deutschen Kapitän Hans Langsdorff in Panzerschiff Graf Spee (1957) und einen atheistischen Mediziner neben Audrey Hepburn in Geschichte einer Nonne (1959). Seine Darstellung eines australischen Soldaten in dem Film Marsch durch die Hölle brachte ihm 1956 seinen ersten British Film Academy Award ein, später erhielt er die Auszeichnung noch drei weitere Male.
Im Verlaufe der 1960er-Jahre gelang es Finch, sich zunehmend auch im internationalen Kino als gefragter Charakterdarsteller zu positionieren. Auf der Berlinale 1961 wurde er für seine Darstellung eines privat wie beruflich in der Krise steckenden Politikers in Und morgen alles mit dem Silbernen Bären als bester Darsteller ausgezeichnet. Viel Lob erhielt er auch für seine Darstellung des Oscar Wilde in der Filmbiografie Der Mann mit der grünen Nelke (1960) von Ken Hughes. International spielte er in Robert Aldrichs Überlebensdrama Der Flug des Phönix (1965) den britischen Offizier Harris und in Das rote Zelt (1969) den italienischen General Umberto Nobile. Auch in weiteren Filmen war er in Militärrollen zu sehen. 1960 probierte sich Finch ausnahmsweise hinter der Kamera, als er im semidokumentarischen Stil den Kurzfilm The Day über das Leben eines Jungen auf der Insel Ibiza drehte. Auf Filmfestivals kam The Day gut an, doch es sollte seine einzige Regiearbeit bleiben.
In Großbritannien zählte Finch in dieser Zeit zu der Gruppe bereits etablierter Schauspieler, die keine Hemmungen hatten, mit den innovativen Regisseuren der British New Wave zusammenzuarbeiten. Er spielte hier oft intelligente und zurückhaltende Charaktere, beispielsweise einen mit einer jüngeren Frau in einer Liebesaffäre steckenden Schriftsteller in Desmond Davis’ Die erste Nacht (1964) und den einsamen Landwirt William Boldwood in John Schlesingers Liebesdrama Die Herrin von Thornhill (1967, basierend auf Thomas Hardys Roman Am grünen Rand der Welt). 1971 arbeitete Finch für das Filmdrama Sunday, Bloody Sunday erneut mit Schlesinger zusammen und erhielt dafür seine erste Oscar-Nominierung, nämlich in der Kategorie Bester Hauptdarsteller. Er hatte dabei kurz nach Beginn der Dreharbeiten spontan den eigentlich engagierten Ian Bannen ersetzt, der sich mit der riskanten Rolle unwohl gefühlt hatte – als schwuler jüdischer Arzt, der seinen jüngeren Liebhaber mit einer Frau teilt, wurde Finch der wohl erste Filmstar, der bei einem schwulen Filmkuss zu sehen war. Seine nachfolgenden Filmprojekte waren allerdings weniger erfolgreich, so auch seine beiden Filme mit Liv Ullmann: das spektakulär gefloppte Musical Der verlorene Horizont (1973) und der Historienfilm Christina – Zwischen Thron und Liebe (1974). Im historischen Kriegsfilm Bequest to the Nation stellte er 1973 den britischen Admiral Horatio Nelson dar.

### Tod, Oscar-Gewinn und Privates
Kurz vor seinem Tod lief Finch mit einem Fernsehfilm über die Operation Entebbe, in dem er Jitzchak Rabin spielte, über die Bildschirme und befand sich auf einer Werbetour für seinen neuesten Kinofilm, die Mediensatire Network. Am 14. Januar 1977 starb Finch im Alter von 60 Jahren an einem Herzinfarkt, den er in der Lobby des Beverly Hills Hotels erlitten hatte. Wenige Monate später wurde er für seine Darstellung des verrückt gewordenen Fernsehmoderators Howard Beale in Network mit dem Oscar als Bester Hauptdarsteller ausgezeichnet; der Preis wurde von seiner Witwe Eletha Finch entgegengenommen. Finch und Heath Ledger sind die bisher einzigen Schauspieler, die den Oscar postum erhielten. Die Szenen, in denen Finchs Figur dem Fernsehpublikum seine Weisheiten predigt, zählen zu den bekanntesten des Klassikers Network, ebenso bekannt wurde das von ihm gesprochene Filmzitat „I’m mad as hell and i can’t take it anymore“. 
Peter Finch war dreimal verheiratet und hat vier Kinder: Von 1943 bis zur Scheidung 1959 mit der Balletttänzerin Tamara Tchinarova Finch (1919–2017), ein Kind; von 1959 bis 1965 mit der Schauspielerin Yolande Turner (1935–2003), zwei Kinder; und von 1973 bis zu seinem Tod mit Eletha Barrett Finch, ein Kind. Der Geschäftsmann und Filmproduzent Charles Finch (* 1962) ist sein Sohn. Biografien und Nachrufe beschrieben den Menschen Finch als Frauenhelden und relativ starken Trinker, aber auch als freundlich und gebildet. Peter Finch ist auf dem Hollywood Forever Cemetery bestattet.

## Filmografie
- 1935: The Magic Shoes (Kurzfilm)
- 1938: Dad and Dave Come to Town
- 1939: Mr. Chedworth Steps Out
- 1941: The Power and the Glory
- 1943: These Stars Are Mine (Kurzfilm)
- 1943: South West Pacific (Kurzfilm)
- 1944: The Rats of Tobruk
- 1946: A Son Is Born
- 1948: Red Sky at Morning
- 1949: Goldgräber (Eureka Stockade)
- 1949: Train of Events
- 1950: The Wooden Horse
- 1950: Ihr Geheimnis (The Miniver Story)
- 1951: Captain Carvallo (Fernsehfilm)
- 1952: Robin Hood und seine tollkühnen Gesellen (The Story of Robin Hood and His Merrie Men)
- 1953: The Story of Gilbert and Sullivan
- 1953: Das Herz aller Dinge (The Heart of the Matter)
- 1954: Elefantenpfad (Elephant Walk)
- 1954: Die seltsamen Wege des Pater Brown (Father Brown)
- 1955: Der schwarze Prinz (The Dark Avenger)
- 1955: Eine Frau kommt an Bord (Passage Home)
- 1955: Make Me an Offer!
- 1955: Josephine und die Männer (Josephine and Men)
- 1955: Simon und Laura (Simon and Laura)
- 1956: Marsch durch die Hölle (A Town Like Alice)
- 1956: Panzerschiff Graf Spee (The Battle of the River Plate)
- 1957: Kostbare Bürde (The Shiralee)
- 1957: Die Farm der Verfluchten (Robbery Under Arms)
- 1957: Der Mann im Feuer (Windom's Way)
- 1959: Operation Amsterdam
- 1959: Geschichte einer Nonne (The Nun's Story)
- 1960: Entführt – Die Abenteuer des David Balfour (Kidnapped)
- 1960: The Day (Kurzfilm, als Regisseur, Produzent und Drehbuchautor)
- 1960: Der Mann mit der grünen Nelke (The Trials of Oscar Wilde)
- 1961: Jenseits des Ruwenzori (The Sins of Rachel Cade)
- 1961: Und morgen alles (No Love for Johnnie)
- 1962: Das Geheimnis der grünen Droge (I Thank a Fool)
- 1963: Begierde an schattigen Tagen (In the Cool of the Day)
- 1964: Schlafzimmerstreit (The Pumpkin Eater)
- 1964: Die erste Nacht (Girl with Green Eyes)
- 1964: Die erste Fahrt zum Mond (First Men in the Moon) (Cameo-Auftritt)
- 1965: Der Flug des Phönix (The Flight of the Phoenix)
- 1966: Judith
- 1966: Halb elf in einer Sommernacht (10:30 P.M. Summer)
- 1966: Die Mörder stehen Schlange (Murderer’s Row) (Cameo-Auftritt)
- 1967: Come Spy with Me (Cameo-Auftritt)
- 1967: Die Herrin von Thornhill (Far from the Madding Crowd)
- 1968: Große Lüge Lylah Clare (The Legend of Lylah Clare)
- 1969: Das rote Zelt (Krasnaya palatka)
- 1969: The Greatest Mother of Them All (Kurzfilm)
- 1971: Sunday, Bloody Sunday
- 1972: Amok (Something to Hide)
- 1973: Der verlorene Horizont (Lost Horizon)
- 1973: Die Nelson-Affäre (Bequest to the Nation)
- 1973: England Made Me
- 1974: Christina – Zwischen Thron und Liebe (The Abdication)
- 1976: Network
- 1977: …die keine Gnade kennen (Raid on Entebbe)

## Auszeichnungen (Auswahl)
Oscar
- 1972: Nominierung als Bester Hauptdarsteller für Sunday, Bloody Sunday
- 1977: Oscar als Bester Hauptdarsteller für Network

Golden Globe Award
- 1972: Nominierung als Bester Hauptdarsteller – Drama für Sunday, Bloody Sunday
- 1977: Golden Globe Award als Bester Hauptdarsteller – Drama für Network